# Ferdinand Daniel Pulszky de Csélfalva
Ferdinand Daniel Pulszky de Csélfalva (Prešov, 1759 – Siriu, 5 settembre 1817) è stato un militare austriaco. Fu attivo durante le guerre rivoluzionarie francesi e le guerre napoleoniche.

## Biografia
Nacque a Prešov nel 1759. La sua inclinazione per la carriera militare fu rafforzata dagli studi presso l'Accademia di Ingegneria di Vienna e, dopo tre anni, fu arruolato come cadetto nel 1779, dove raggiunse il grado di sottotenente dopo pochi mesi. Pulszky partecipò alla guerra contro i turchi come tenente del genio e nell'aprile del 1790 si arruolò nell'esercito nei Paesi Bassi come capitano di stato maggiore. Nel 1794, sotto il comando del generale Kollowrat, ebbe modo di distinguersi in due occasioni durante l'assedio di Landrecies: a marzo, sfruttando l'artiglieria, impedì ai francesi di effettuare un collegamento tra Landrecies e Cambrai mentre ad aprile guidò volontariamente una colonna all'attacco del villaggio di Etoquis, catturandolo e mantenendone il controllo. Per questi atti di coraggio e abilità militari ricevette la Croce di Cavaliere dell'Ordine militare di Maria Teresa. Due anni più tardi, si distinse nuovamente nei pressi di Hüningen. Nel 1797 venne promosso a maggiore e fu elevato a Freiherr. Nel 1801 venne promosso a tenente colonnello, dopo aver dato l'ennesima prova del proprio valore a Pfungen. Il periodo di pace lo vide attivo in vari incarichi e la campagna del 1805 interruppe la sua attività solo brevemente. Promosso colonnello di corpo d'armata all'inizio del 1809, Pulszky comandò una brigata nell'esercito nell'Austria interna come maggior generale nel 1813. Partecipò alla campagna d'Italia e nel marzo del 1814, nei pressi di Venezia, conquistò i forti di Sant'Anna e Cavanella, e poi l'isola di Fossone.
Pulszky morì a Siriu, in Transilvania, il 5 settembre 1817.